# 皮西馬基夫卡
49°17′25″N 35°13′28″E / 49.29028°N 35.22444°E
皮斯馬基夫卡（烏克蘭語：Письмаківка）是位於烏克蘭東部的村莊，由哈爾科夫州别列斯京区的扎切皮利夫卡市鎮負責管轄。該村始建於1750年，面積0.29平方公里，海拔高度133米，2001年人口10，人口密度每平方公里34人。